# MTV Video Music Award de la meilleure vidéo dance
Le MTV Video Music Award de la meilleure vidéo dance décore la meilleure vidéo de dance de l'année.
Voici la liste des gagnants dans cette catégorie aux MTV VMA's de 1989, année de création de cette catégorie à 2019, année de sa disparition :
| Année | Artiste                                      | Video                                      |
| ----- | -------------------------------------------- | ------------------------------------------ |
| 1989  | Paula Abdul                                  | Straight Up                                |
| 1990  | MC Hammer                                    | U Can't Touch This                         |
| 1991  | C+C Music Factory                            | Gonna Make You Sweat (Everybody Dance Now) |
| 1992  | Prince And The New Power Generation          | Cream                                      |
| 1993  | En Vogue                                     | Free Your Mind                             |
| 1994  | Salt-N-Pepa featuring En Vogue               | Whatta Man                                 |
| 1995  | Michael Jackson and Janet Jackson            | Scream                                     |
| 1996  | Coolio                                       | 1, 2, 3, 4 (Sumpin' New)                   |
| 1997  | Spice Girls                                  | Wannabe                                    |
| 1998  | Prodigy                                      | Smack My Bitch Up                          |
| 1999  | Ricky Martin                                 | Livin' La Vida Loca                        |
| 2000  | Jennifer Lopez                               | Waiting For Tonight                        |
| 2001  | *NSYNC                                       | Pop                                        |
| 2002  | P!nk                                         | Get The Party Started                      |
| 2003  | Justin Timberlake                            | Rock Your Body                             |
| 2004  | Usher featuring Lil Jon & Ludacris           | Yeah!                                      |
| 2005  | Missy Elliott featuring Ciara & Fatman Scoop | Lose Control                               |
| 2006  | The Pussycat Dolls feat. Snoop Dogg          | Buttons                                    |
| 2007  | -                                            | -                                          |
| 2008  | The Pussycat Dolls                           | When I Grow Up                             |
| 2009  | -                                            | -                                          |
| 2010  | Lady Gaga                                    | Bad Romance                                |
| 2011  | -                                            | -                                          |
| 2012  | Calvin Harris                                | Feel So Close                              |
| 2013  | -                                            | -                                          |
| 2014  | Zedd ft. Hayley Williams                     | Stay the Night                             |
| 2015  | -                                            | -                                          |
| 2016  | Calvin Harris ft. Disciples                  | How Deep Is Your Love                      |
| 2017  | Zedd ft. Alessia Cara                        | Stay                                       |
| 2018  | Avicii ft. Rita Ora                          | Lonely Together                            |
| 2019  | The Chainsmokers ft. Bebe Rexha              | Call You Mine                              |